# Paraleptastacus kliei
Paraleptastacus kliei är en kräftdjursart som först beskrevs av Gagern 1923.  Paraleptastacus kliei ingår i släktet Paraleptastacus, och familjen Leptastacidae. Arten har ej påträffats i Sverige.